# 겸백초등학교
겸백초등학교는 대한민국 전라남도 보성군 겸백면 석호리에 있는 공립 초등학교이다.

## 학교 연혁
- 1925년 9월 27일 겸백공립보통학교 개교(설립인가 3월 7일)
- 1938년 4월 1일 겸백공립심상소학교로 개칭
- 1941년 4월 1일 겸백공립국민학교로 개칭
- 1981년 3월 1일 병설유치원 개원
- 1994년 3월 1일 은덕분교장舊 겸백북국민학교 통합
- 1995년 3월 1일 남양분교장舊 겸백남국민학교 통합
- 1996년 3월 1일 겸백초등학교로 교명 개칭
- 2019년 3월 1일 제29대 이승자 교장 부임
- 2020년 2월 14일 제92회 졸업(총 4255명 배출)

## 참고 자료
- 겸백초등학교 - 한국교육학술정보원 학교알리미